# Kelemen Imre (unitárius lelkész)
Kelemen Imre (Homoródkarácsonyfalva, 1903. március 13. – Oklánd, 1991. november 16.) unitárius lelkész, 1956-os erdélyi elítélt és meghurcolt egyházi személy

## Életútja
Homoródkarácsonyfalván járt elemi iskolába, a székelykeresztúri gimnáziumban érettségizett, teológiai tanulmányait a kolozsvári Unitárius Teológiai Akadémián végezte 1927-ben. 1927 és 1929 között Homoródszentpálon lelkész, 1929 és 1930 között Medgyesen, 1930 és 1933 között Homoródújfaluban, a leghosszabb ideig 1933 és 1958 között Oklándon volt unitárius lelkész, amely időszak meghatározó jelleggel bírt a számára és a közösség életében is.
1958 és 1964 között politikai elítéltként raboskodott. Kiszabadulását követően, 1964-től 1972. február 1-ig a lupény-vulkáni egyházközségben unitárius lelkész. Innen vonult nyugdíjba. Nyugdíjas éveiben Marosvásárhelyen élt. Elhunyt 1991. november 16-án Oklándon, és itt is temették el 1991. november 20-án. 
Oklándon róla nevezték el az általános iskolát.

## Meghurcoltatása
Letartóztatásakor, 1958. szeptember 7-én Oklándon unitárius lelkész, és a Székelyudvarhelyi Unitárius Egyházkör esperese. 
Szovátai 1. csoport megnevezéssel, a magyar forradalom megsegítésére szervezkedett csoportban végzett tevékenységéért, 1956. október 28–29-én tartóztatták le a csoport tagjait. A MAT Katonai Ügyészsége a BTK 227. és 315. paragrafusai, valamint a 163/1956. sz. Törvényerejű rendelet 12–13. paragrafusai alapján, „a népi demokratikus rendszer elleni mesterkedés és tiltott fegyver tartása” vádjával, a 246/1956. sz. dossziéval állította őket bíróság elé. A kolozsvári Katonai Bíróság hozott perükben ítéletet 1956. december 16-án. Az elsőrendű vádlott Kelemen Imre volt (hivatalos iratokban a csoport az ő nevét viselte), 15 évre ítélték.
A marosvásárhelyi börtönből 1959 októberében a Brăilai Nagysziget-i kolóniákra (Salcia, Luciu-Giurgeni) került, majd 1962-ben vissza Szamosújvárra, innen szabadult 1964. augusztus 3-án.     

## Munkássága
- Kelemen Imre: A mi unitárius egyházunk[5][6][7]
- Kelemen Imre: A Lélek asztalánál - úrvacsorai beszédek[8]
- Kelemen Imre: Őrhelyemen - válogatott egyházi beszédek[9][10]

1942-43-ban szerkesztette az Unitárius Szószéket.